# 4-Aminodiphenylamin
4-Aminodiphenylamin (kurz: ADA) ist eine chemische Verbindung aus der Gruppe der Aminobenzole.

## Gewinnung und Darstellung
4-Aminodiphenylamin kann durch Hydrierung von Nitrobenzol mit einer starken organischen Base gewonnen werden.
Außerdem ist die Buchwald-Hartwig-Kupplung von Anilin mit para-Bromnitrobenzol und anschließender Reduktion der Nitrogruppe zielführend.

## Eigenschaften
4-Aminodiphenylamin ist ein brennbarer, schwer entzündbarer Feststoff. Er zersetzt sich bei Erhitzung.

## Verwendung
4-Aminodiphenylamin wird als industrielles Zwischenprodukt und Bestandteil von Haarfärbemitteln eingesetzt.